# Theodor August Lutz
Theodor August Lutz (* 16. April 1847 in Neuenbürg; † 25. April 1913 in Baden-Baden) war ein deutscher Apotheker, Sozialist und Politiker der Sozialistischen Arbeiterpartei Deutschlands (SAP), später der SPD. Er lebte in Stuttgart und Baden-Baden. Der als der „rote Apotheker“ bekannte Lutz war einer der ersten sozialistischen Abgeordneten in Süddeutschland. Er war der Vetter von Hermann Planck.

## Politisches Leben
1878 stieß der von der bürgerlichen Demokratie kommende Lutz zur sozialistischen Arbeiterbewegung. Während der Zeit des Sozialistengesetzes war Lutz Mitarbeiter der sogenannten Roten Feldpost, des illegalen sozialdemokratischen Vertriebsnetzes.
Lutz trat am 30. Juli 1886 bei der Nachwahl im württembergischen Reichstagswahlkreis 5 (Esslingen, Nürtingen, Kirchheim, Urach) zum ersten Mal als Kandidat der SAP, der Vorgängerpartei der SPD, an, wo er 1344 Stimmen erhielt, davon 144 im Oberamt Nürtingen. Damit erzielte er ein besseres Ergebnis für die Partei, als diese bei den Reichstagswahlen 1878 und 1881 erreichen sollte. Der Rückgang allerdings zu den Reichstagswahlen 1884 ist auch dadurch zu erklären, dass in jenem Jahr kein Kandidat der linksliberalen Deutschen Volkspartei (DtVP) kandidierte, während 1886 der Posthalter Friedrich Retter in Konkurrenz mit Lutz um die Stimmen auf der „Linken“ konkurrierte.
Lutz kandidierte bei den Reichstagswahlen 1887 erneut im 5. Wahlkreis für die SAP. Zentrale Wahlveranstaltungen der Nürtinger Arbeiterpartei mit Lutz fanden in diesem Zusammenhang im Schwanen in Unterboihingen und am 6. Februar 1887 in der Bierbrauerei Erker in Nürtingen statt. Während des äußerst scharf geführten Wahlkampfs ergriff die Lokalzeitung, das Nürtinger Wochenblatt, offen Partei für den Kandidaten der nationalliberalen Deutschen Partei Dr. Johann Adae. Eine Wahlkampfversammlung mit Lutz am 14. Februar 1887 in Esslingen am Neckar wurde nach kaum einer Viertelstunde polizeilich aufgelöst, nachdem Lutz die preußische Reichsregierung als den reinsten preußischen Absolutismus bezeichnet und auf die daraufhin seitens der Polizei ausgesprochene Verwarnung hin verkündet hatte, es sei ihm egal, ob die Veranstaltung aufgelöst werde, was Unruhe unter den teilnehmenden Arbeitern und „Hoch“-Rufe auf Lutz auslöste. Nach einem Bericht im Nürtinger Wochenblatt hätten die zahlreich anwesenden Arbeiter den Saal daraufhin, die Deutsche Arbeiter-Marseillaise singend, verlassen. In der Folge meldeten sich „Nürtinger Arbeiter“ zum ersten Mal in der Zeitung zu Wort, indem sie die tendenziöse Berichterstattung des Nürtinger Wochenblatts gegen die Arbeiterpartei monierten. Lutz erreichte bei diesen Wahlen 1934 Stimmen im 5. Wahlkreis, davon 218 im Oberamt Nürtingen. Im Oktober 1887 war Lutz Delegierter auf dem SAP-Parteitag in St. Gallen.
Eine erneute Kandidatur Lutz’ im 5. württembergischen Reichstagswahlkreis erfolgte bei den Reichstagswahlen 1890, die ein Ergebnis von 2011 Stimmen im Wahlkreis, davon 230 im Oberamt Nürtingen einbrachten.
Weitere erfolglose Reichstags-Kandidaturen Lutz’ waren 1890 in den württembergischen Wahlkreisen 7 und 9, 1893 im badischen Wahlkreis 8, 1898 im elsass-lothringischen Wahlkreis 3 sowie 1903, 1907 und 1912 jeweils im badischen Wahlkreis 8. Von 1903 bis 1904 gehörte Lutz für die SPD der Zweiten Kammer der Badischen Ständeversammlung an.

## Zitate
„Zunächst gebe ich Ihnen die Versicherung, daß ich nach der Beantwortung ihren Brief vernichte; […] Ich habe aus der Zeit des Sozialistengesetzes die Gewohnheit beibehalten, alle Briefe, in die ein Drittes keinen Einblick haben soll, entweder zu vernichten, oder so aufzubewahren, daß eine Indescretion unmöglich ist.“ (Theodor August Lutz in einem Brief vom 1. Januar 1891 an seinen Vetter Hermann Planck.)